# Jenkins Heights
Die Jenkins Heights sind ein bis zu 500 m hoch aufsteigendes und 40 km² großes Gebiet an der Walgreen-Küste des westantarktischen Marie-Byrd-Lands. Sie liegen südlich des McClinton-Gletschers und westlich des Mount Bray auf der Martin-Halbinsel.
Der United States Geological Survey kartierte sie anhand eigener Vermessungen und Luftaufnahmen der United States Navy von 1959 bis 1966. Das Advisory Committee on Antarctic Names benannte sie nach dem US-amerikanischen Geophysiker Charles Jenkins von der National Oceanic and Atmospheric Administration, wissenschaftlicher Leiter der Amundsen-Scott-Südpolstation im antarktischen Winter 1964.